# Enneacampus
Enneacampus is een geslacht van straalvinnige vissen uit de familie van zeenaalden en zeepaardjes (Syngnathidae).

## Soorten
- Enneacampus ansorgii (Boulenger, 1910)
- Enneacampus kaupi (Bleeker, 1863)